# Битва под Белой Церковью (1651)
Битва под Белой Церковью (польск. Bitwa pod Białą Cerkwią) — бои во время восстания Хмельницкого, шедшее с 23 по 25 сентября 1651 года за город Белая Церковь. В нём армия запорожских казаков вместе с крымско-татарскими союзниками встретилась на поле боя с войсками Речи Посполитой. Ни одна из сторон не одержала  победу. Польская сторона рассчитывала на удар с тыла стремительно идущего на марше войска Януша Радзивилла, однако он был остановлен внезапным ударом под Фастовом, который возглавил лично Хмельницкий. В этой ситуации силы сторон оказывались примерно равны и польская сторона согласилась на примирительный диалог, через несколько дней переговоров был подписан Белоцерковский мир.

## Военная ситуация
После поражения под Берестечком Богдан Хмельницкий, догнав Ислам-Гирея III в 100 км от Берестечка, вместе с ним двинулся к Староконстантинову, надеясь остановить здесь часть отступающего крымско-татарского войска, которое под влиянием паники сбежало с поля. Но оно оказалось небоеспособным, поэтому они договорились, что часть татарского войска хан соберет немедленно на Синих Водах во главе с визирем Сефер-Гази-агой и сообщит украинскому гетману о готовности его к походу, отправив гонцов в Паволочь. Отсюда же Богдан Хмельницкий отправил полковника И. Лукьянова с приказом полковнику Ивану Богуну обеспечить, а Ф. Джалалию организовать выход армии из окружения под Берестечко и сосредоточить её в районе Белой Церкви. Затем Хмельницкий издал универсалы о мобилизации и сооружении земляных укреплений под Белой Церковью под руководством Богуна. 17 июля Хмельницкий в сопровождении своего штаба прибыл в Белую Церковь.
В это же время в Киев вошли литовские войска под командованием князя Януша Радзивилла, а польские войска под командованием гетманов Марцина Калиновского и Миколая Потоцкого двинулись в казацкую Гетманщину, достигнув 4 августа Любара. Смерть князя Иеремии Вишневецкого, который постоянно настаивал на самой энергичной и безжалостной тактике против запорожских казаков, задержала движение королевской армии до 23 августа 1651 года. 24 августа коронное войско взяло Трилесы, обороняемые 600 казаками, сожгло посёлок и замок и уничтожило всех жителей. 26 августа был занят Фастов, оставленный без боя четырёхтысячным гарнизоном.
3 сентября князь Януш Радзивилл согласился объединить свои литовские войска с польскими возле города Васильков и 13 сентября занял с ними позицию возле села Германовка. 16 сентября польско-литовские войска двинулись в сторону Белой Церкви. На помощь казакам пришли крымские татары, которые 17 сентября силами в 2 тысячи атаковали противника, но были отбиты.

## Ход боёв за укрепления
23 сентября к Белой Церкви подошли основные силы Миколая Потоцкого. Правый фланг (авангард) возглавил Януш Радзивилл, левый (арьергард) – Мартын Калиновский, а главные силы – Миколай Потоцкий. Казаки и татары атаковали, но литовский гетман обратил в бегство врагов на своем фланге, и те отступили в лагерь, но главные силы Хмельницкого из лагеря не вышли. Потоцкий расположился рядом с украинским лагерем. 24 сентября татары напали с тыла на лагерь поляков. Несмотря на численное преимущество польского войска, имевшего большое количества европейских наёмников и тяжелую конницу, оно было неспособно прорвать мощные казацкие укрепления. 25 сентября татары сражались с поляками в рассыпную.
Татары и казаки своими атаками поставили поляков в сложное положение. Личный состав наемных хоругвей заявил, что сроки вербовки их истекли, и они уйдут из лагеря. На почве недоедания начались болезни. Януш Радзивилл заявил, что он не может долго находиться здесь, поскольку оставил свой лагерь под Любечем и не знает, что происходит на границах Литвы.

## Результаты
26 сентября на военном совете поляки решили начать переговоры с Хмельницким, чтобы заключить с ним мирное соглашение. В течение 27 сентября были рассмотрены все условия договора, а на следующий день, 28 сентября 1651 г., состоялось его подписание. Был подписан так называемый Белоцерковский договор, перечеркнувший завоевания Зборовского мира.